# A.I Hunter
A.I Hunter (에이아이헌터) est un manhwa de Chul Jung soo.